# Publius Vergilius Maro
Publius Vergilius Maro (2. pád Publia Vergilia Marona, 15.  října 70 př. n. l. v Andes u Mantovy – 21. září 19 př. n. l. v Brindisi) byl nejslavnější římský básník Augustovy doby, která je označována za zlatý věk římské literatury.

## Život

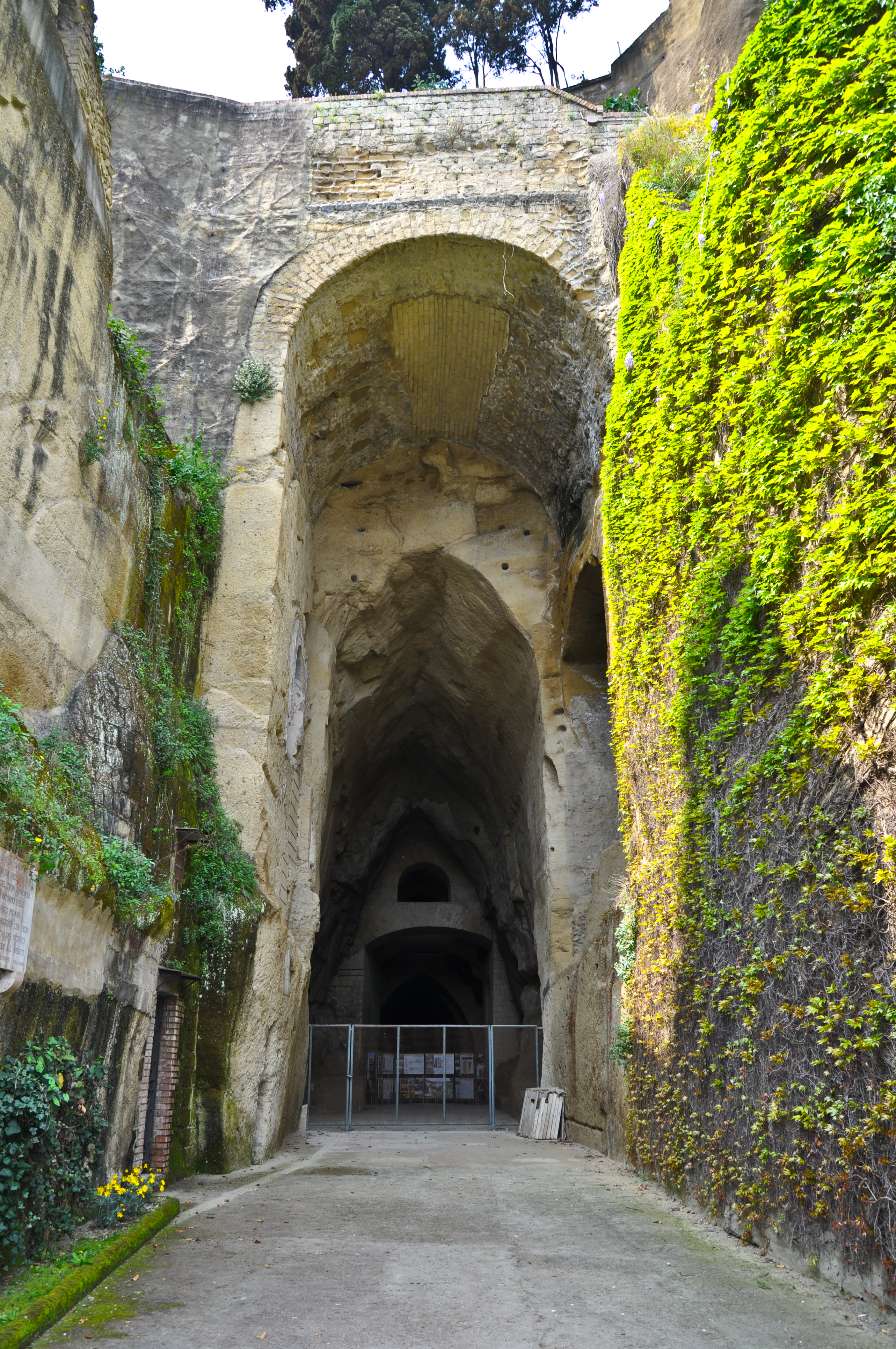
Park se vchodem do jeskyně Posillipo s Vergiliovým hrobem

Řada biografických údajů Vergiliova života zůstává nejasných a vychází z pozdně antických a raně středověkých legend. Pocházel z římské provincie Předalpská Galie (Galia cisalpina), která ležela na severu dnešní Itálie. Narodil se nedaleko Mantovy. Jeho venkovští rodiče byli možná prostí, ale dost zámožní na to, aby synovi mohli dopřát vyššího vzdělání. Vergilius studoval nejprve (od r. 55 př. n. l.) v Cremoně a v Mediolanu (dnešní Milán), později v Římě, kam přišel asi roku 52 př. n. l., zde studoval rétoriku, filosofii a matematiku. Poněvadž byl nepevného zdraví, měl slabý hlas a byl ostýchavý, nelákala ho veřejná dráha, na niž se rétorikou připravoval. Velký vliv na něho měl Gaius Asinius Pollio, významný politik (správce Galie, konzul), ale také řečník a literát. Právě on Vergilia motivoval k básnickému projevu, přesněji k sepsání Zpěvů pastýřských. Inspirační vliv na něj měl ale i styk s členy mladořímské školy, který ho přivedl ke studiu helénistické poezie, hlavně řeckého básníka Theokrita, jehož se ve Zpěvech přímo dovolává. V básních vděčně zmiňuje i Pollia. Sblížil se i s neoteriky (kroužek latinských básníků poloviny 1. století př. n. l., kteří si vzali za vzor alexandrijskou poezii), ti mu byli zřejmě také vzorem v počátcích jeho básnické tvorby.

Pollio ho chránil dlouho i majetkově a politicky. Již při rozdávání půdy Augustovým veteránům mu byly prvně odňaty statky po otci, avšak po Polliově zásahu mu byly vráceny. Poté, co Pollio ztratil místo správce Galie, však již nedokázal básníka takto chránit a rodový majetek byl Vergiliovi skutečně zkonfiskován. Materiálně ho zachránil známý podporovatel umělců Maecenas. I císař Augustus se stal velkým Vergiliovým příznivcem, ostatně jejich obdiv byl vzájemný, jak je zřejmé z Vergiliových veršů. Císař Vergilia i finančně několikrát podpořil, takže hmotně nestrádal. Získal vlastní dům v Římě i statek u Noly a v Neapoli. Na jihu Itálie pobýval velmi často, neboť to prý prospívalo jeho zdraví – od mládí podle všeho trpěl jakousi respirační chorobou, která se v jižním klimatu projevovala méně. V Římě se sblížil zejména s Horatiem, kterému v jeho začátcích velmi pomohl, neboť ho doporučil Maecenasovi jako vhodného kandidáta jeho mecenášské podpory. Někdy jsou Horatius a Vergilius společně řazení do tzv. nové básnické školy. 

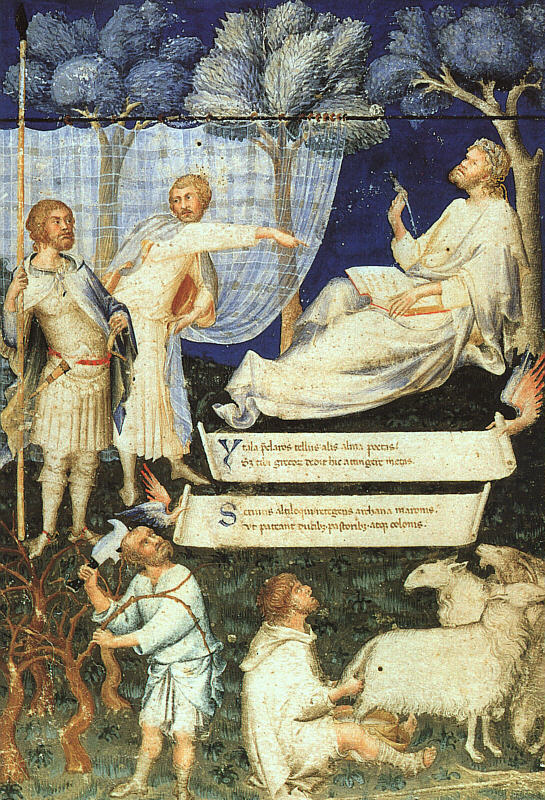
Simone Martini: Frontispis ke kodexu Vergiliových děl, Biblioteca Ambrosiana, Milán

Své nejslavnější dílo, Aeneis, vytvořil Vergilius na přání Augustovo a piloval ho jedenáct let. Nebyl s ním však stále spokojen a finální úpravy chtěl učinit v Athénách, kam se vydal ve svých 51 letech na studijní cestu. Tam však potkal císaře Augusta, který se právě vracel z východní výpravy. Augustus se zhrozil, když viděl, v jakém zdravotním a tělesném stavu se Vergilius nachází, a důrazně mu doporučil, aby se ihned vrátil do Říma. Básník uposlechl a nastoupil na loď. U Megary upadl do těžkého stavu, který snad byl způsoben úpalem. Jeho stav se zhoršil natolik, že v přístavu Brindisi vystoupil na břeh. Krátce poté zde zemřel. Před smrtí prý žádal, aby jeho sbírka Aeneis byla spálena, neboť je nedokončená. Nakonec, po přemlouvání, rukopis svěřil dvěma přátelům, Variovi Rufovi a Plotiovi Tukkovi, pod podmínkou, že knihu nikdy neuveřejní. V tom jim však zabránil císař Augustus, který dal oběma pokyn, aby knihu podrobili přísné redakci a vydali. Oba redaktoři poslechli. Prý postupovali tak, že nedobré věci z textu vyhodili, ale nic k němu nepřidali. Tím se obvykle vysvětlují některé nedokončené verše v knize. Básníkovým umíráním je mj. inspirován román Hermanna Brocha Smrt Vergiliova.

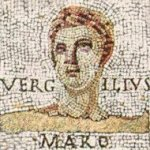
Publius Vergilius Maro

Vergiliovo tělo bylo po smrti odvezeno do Neapole, na jeho výslovné přání, neboť italský jih bezmezně miloval. Po staletí byl hledán Vergiliův hrob. Jeho umístění bylo lokalizováno do jeskyně Posillipo jižně od Neapole (dnes místní část města). Jeho pozdější kenotaf je umístěn ve Vergiliové parku před jeskyní.
Aeneis dosáhla po vydání obrovského ohlasu a byla všeobecně považována za vrcholné dílo, na čemž se zřejmě podílelo silně vlastenecké ladění knihy. Ta udělala z Vergilia nejčtenějšího autora antické éry. Toto mínění převzal i středověk, v němž Vergilius patřil k nejobdivovanějším antickým autorům. O tom svědčí i jeho role průvodce v Dantově Božské komedii. Popularita Vergilia ve středověku souvisela i s jeho záhadnými verši, které připomínají proroctví apokalyptických biblických textů, ačkoli jsou podobné pasáže jinak u antických autorů neobvyklé. Je možné, že Vergilius byl starověkou židovskou literaturou přímo ovlivněn. Každopádně, i díky tomuto středověkému obdivu se Vergiliovo dílo zachovalo v poměrně ucelené podobě, na rozdíl od mnoha jeho antických kolegů. Novověcí hodnotitelé k Vergiliovi i Aeneis byli často méně shovívaví, začalo být upozorňováno na značnou nepůvodnost jeho díla, zvláště závislost na Homérovi.

## Dílo
- Catalepton (Drobnosti) – jedná se o čtrnáct epigramů napsaných v mládí, toto dílo nemá velký význam.
- Zpěvy pastýřské (Bucolica) – deset idyl (napodobujících Theokrita), napsaných mezi lety 42–37 př. n. l. Mnohé partie napsal z vděku svým ochráncům při finančních problémech. Z jeho finanční tísně mu pomohl až Maecenas, který mu tím umožnil věnovat se pouze literární činnosti. Tuto sbírku pastorálních idyl – nyní nazývaných eklogy – označil za ohlasy Theokrita.
- Dvacet let klidného života po vydání Bukolik vyplnil Vergilius rozsáhlým studiem řecké i římské literatury a uměleckým zráním, za něhož vznikla jeho dvě hlavní díla. V letech 36–29 př. n. l. vytvořil z podnětu Maecenáta, který chtěl probudit pokleslý zájem o zemědělství, didaktický epos Georgica (Zpěvy rolnické) a Aeneis.
- Nejznámějším Vergiliovým dílem je hrdinský epos Aeneis, na kterém začal pracovat od roku 29 př. n. l., pravděpodobně na Augustův podnět. V Aeneis básník změřil své síly s Homérem, spojil mýtus s historií a vytvořil epos, kterým se natrvalo zapsal do dějin. Dvanáct zpěvů (knih) líčí útěk trójského hrdiny a legendárního praotce římského národa Aenea z hořící Tróje, jeho bloudění po moři a konečně šťastné přistání v Latiu. V prvních šesti zpěvech hledá Aeneas se svými druhy na příkaz bohů novou vlast a pronásledován hněvem bohyně Juno bloudí léta po mořích; v sedmém až dvanáctém zpěvu podstupuje boje s italskými kmeny, aby v Latiu založil novou Tróju a římský národ. Vergilius chtěl toto dílo spálit, ale byl přemluven, aby je odkázal přátelům, kteří mu slíbili, že je nevydají. K tomuto slibu nebylo přihlíženo a téměř dokončené dílo bylo pouze zredigováno a vydáno. Pro své značné vlastenectví se dílo stalo značně populární. Kritiku však vyvolávalo pojetí Aeneasova heroismu, bylo upozorňováno, že hrdina je příliš pasivní, váhavý a zženštilý.[15] To bylo pravděpodobně způsobeno tím, že Vergilius do hrdiny promítal sám sebe, neboť byl básníkem a člověkem spíše něžným. Dále se mnoho kritiků pozdější dob domnívá, že Aeneada není příliš originální (prvních 6 knih je ovlivněno Homérovou Odysseiou, knihy 7–12 Iliadou), přesto toto dílo výrazně ovlivnilo středověkou a následně i novověkou epiku a náhled na tento básnický styl.
- Georgica (Zpěvy rolnické, česky samostatně 1977) – didaktická báseň (napsaná z podnětu Maecenata, jemuž byla i věnována), která ve čtyřech knihách pojednává o rolnictví. První kniha je o orbě, druhá o vinařství a sadařství, třetí o chovu dobytka a čtvrtá o včelařství. Shrnuje základní poznatky o zemědělství této doby a podává instrukce, jak si mají organizátor zemědělské výroby a pěstitel počínat. Proto je tento spis považován za nejlepší Vergiliovo dílo a vycházel opakovaně a bohatě ilustrován až do 19. století. Nejde o vědecké dílo, výklad je podáván zábavnou formou. Slavnými partiemi jsou například hymnus na Itálii a chvála venkovského života.
- Culex – báseň o komárovi, který probudil pastýře, aby zabránil jeho uštknutí hadem, a přesto byl pastýřem zamáčknut.

## Online dostupná díla
- VERGILIUS. P. Virgilia Maróna Spisy básnické. Překlad Karel Alois Vinařický. Praha: České museum, 1851. 297,143 s. Dostupné online.
  - Aeneida, s. 1–297.
  - Zpěvy pastýřské, s. 1–40.
  - Zpěvy rolnické, s. 41–109.
- Zpěvy rolnické a pastýřské v překladu Otmara Vaňorného
- Aeneis v překladu Otmara Vaňorného